# Djurgårdens landsförsamling
Djurgårdens landsförsamling var en församling i nuvarande Stockholms stift i nuvarande Stockholms kommun. Församlingen uppgick 1868 i Hedvig Eleonora församling.

## Administrativ historik
Församlingen bildades 1819 genom en utbrytning ur Hedvig Eleonora församling och återgick dit 1868.
1864 utbröts Allmänna institutet å Manilla för dövstumma och blinda församling.